# Ground power unit
Il GPU, acronimo per Ground Power Unit, è un'attrezzatura usata negli aeroporti che produce energia elettrica atta a sostenere le necessità dell'aeromobile quali: energia alle strumentazioni, radar, ACARS, ed altre necessità. Tale attrezzatura la si può intendere come un gruppo elettrogeno, ovvero un motore a combustione interna (solitamente Diesel) che eroga generalmente due tipi di tensione: 28V DC o 115V AC, 400Hz, a seconda del tipo di aeromobile.
Il GPU sostituisce a terra l'APU (Auxiliary Power Unit) montato sull'aereo, che assolve allo stesso compito del GPU.